# یانگ گوکیانگ
یانگ گوکیانگ (انگلیسی: Yang Guoqiang؛ زادهٔ ۹ اکتبر ۱۹۵۴) کارآفرین، بازرگان و مدیر ارشد اجرایی چینی است، که در سال ۱۹۹۲ شرکت کانتری گاردن را تأسیس نمود.